# Chiesa di Sant'Agostino (Barletta)
La chiesa di Sant'Agostino è un edificio religioso, posto nel centro storico di Barletta, è dedicato al santo Agostino d'Ippona.

## Storia
È una delle chiese più antiche di Barletta. 
Fu edificata dall'ordine dei cavalieri nella seconda metà del duecento  e dedicata a San Salvatore. 
Con l'esedo dei cittadini delle Saline di Barletta, la chiesa acquistò un ruolo notevole nella vita sociale della città.
Per motivi ancora poco noti,nel medioevo la chiesa iniziò a chiamarsi di "Sant'Agostino".
Al suo interno sono contenute numerose opere d'arte, quali ad esempio le tavole di Andrea Sabatino.
Ancora oggi, a Margherita di Savoia, il santo protettore è San Salvatore.